# Амундсен (фильм)
«Амундсен» (норв. Amundsen) — норвежский исторический фильм 2019 года, в котором подробно рассказывается о жизни норвежского исследователя Руаля Амундсена. Режиссёром фильма выступил Эспен Сандберг, фильм снят в Норвегии кинокомпанией SF Studios.
В мировой прокат фильм вышел 15 февраля 2019 года. В России фильм вышел в прокат 4 апреля 2019 года.

## Сюжет
В фильме подробно рассказывается о жизни Руаля Амундсена, в том числе о его знаменитом путешествии к Южному полюсу в 1910—1911 годах, его романах и конфликтах с братом Леоном, который организовал финансирование многих его экспедиций.
Во время арктического шторма самолет пожилого Руаля Амундсена терпит крушение, в результате чего он и его спутники оказываются на мели. В ожидании новостей, пока мир предполагает, что он умер, его брат Леон рассказывает историю жизни исследователя пассии Руаля на Аляске Элизабет Магидс.
Мальчиками Руаль и Леон очарованы неизвестными полюсами земного шара. В юности они прокладывают путь через Северо-Западный проход. Несмотря на его достижения, другие исследователи по-прежнему смотрят свысока на Руаля за проявление уважения к инуитам. Роберт Фолкон Скотт коротко его поздравляет, но лучше поговорит с политиками.
Амундсены решают присоединиться к гонке к Северному полюсу, заручившись финансированием, пообещав ставить науку выше скорости. Поступают новости о том, что Фредерик Кук достиг полюса, — бездоказательное утверждение, тем не менее, тревожит Руаля. Вместо этого он решает отправиться к Южному полюсу, но держит новый план в секрете. Отправляясь в плавание, он раскрывает правду своей команде, которая поддерживает изменения, и королю доставляется письмо, в котором он объявляет, что в конечном итоге он выполнит свою обещанную научную экспедицию на Север.
В Антарктиде Амундсен увольняет некоторых членов своей команды, которые считают его безжалостный натиск безрассудным. Остальным удаётся добраться до полюса, где они устанавливают норвежский флаг и оставляют вежливую записку для Скотта.
Вернувшись в Европу, англичане прославляют героизм покойного Скотта, в то время как Амундсен считается не джентльменским обманщиком. Его лучше принимают в Норвегии, но его новая мирная жизнь с возлюбленной Кисс Беннет прерывается, когда он узнает, что должен сдержать своё обещание отправиться к Северному полюсу, дрейфуя по льду.
Через три года после запланированной пятилетней миссии Амундсен бросает своих товарищей по команде и отправляется на Аляску. Его новая страсть — полететь на полюс — донкихотское и дорогое мероприятие, которое приводит его брата в ярость. В конце концов его самолёт терпит крушение, очевидно завершая круг повествования.
Амундсен и его вторые пилоты построили импровизированную взлётно-посадочную полосу и сумели вернуться в Норвегию, что вызвало признание публики и облегчение для Леона и Элизабет. Он отказывается примириться с Леоном и делает предложение Элизабет. Она соглашается выйти за него замуж только после того, как он достигнет Северного полюса, что он наконец совершит на борту дирижабля Умберто Нобиле.
Он издает недипломатичную автобиографию, которая еще больше отталкивает его сторонников. Отчаявшись спасти свою репутацию, он намеревается спасти Нобиле, чей дирижабль разбился во время шторма. Самолёт Амундсена терпит крушение, и выясняется, что это крушение, которое на самом деле изображено в начальной сцене. Зная, что на этот раз Руаль, должно быть, умер, Леон разбивает земной шар, которым они восхищались в детстве.

## В ролях
- Пол Сверре Хаген — Руаль Амундсен
- Кэтрин Уотерстон — Элизабет Магидс
- Кристиан Рубек — Леон Амундсен

## Производство
Фильм снимался в Норвегии, Исландии и Чехии. Он был выпущен шведской компанией SF Studios в Норвегии, которая также будет распространять его в Швеции, Дании и Финляндии.

## Критика
15 января 2019 года Variety сообщила, что «ожидалось, что Амундсен станет крупнейшим норвежским релизом 2019 года». Однако многие «норвежские критики раскритиковали фильм» из-за широты деталей и поверхностной направленности. Он также подвергся критике за очевидное сходство с частями биографии, написанной Тором Боманн-Ларсеном.
Бернхард Эллефсен из Morgenbladet считал, что «Лучшее в фильме о Руалье Амундсене — это то, что полярный исследователь выглядит как нечто, напоминающее того придурка, которым он был».
Биргер Вестмо из NRK сказал, что, несмотря на то, что они были сняты красиво, критики полагали, что персонажи, изображённые в фильме, были изображены слишком холодными и жёсткими, чтобы с ними взаимодействовать.